# 早稲田大学ビラ撒き逮捕事件
早稲田大学ビラ撒き逮捕事件（わせだだいがくビラ撒きたいほじけん）は、早稲田大学で起きた事件。

## 概要
2005年12月20日に早稲田大学文学部がある戸山キャンパスで、22歳のフリーターの男性がビラを撒くということをしていた。ビラを撒いていた際に警視庁はこの男性を建造物侵入の疑いで逮捕して拘留していた。この男性がビラを撒いていた際に、大学側はキャンパスの外に出るように求めていたものの、これに従わなかったために身柄確保をして、警察に通報して引き渡していた。この時に撒かれていたビラというのは、2001年に早稲田大学の学生会館が移転する際に、これの反対運動を繰り返し行っていた早稲田大学のOBら3人に対する早稲田大学構内に立ち入り禁止とした処分の撤回を求めるというものであった。
この事件が発生した日には、早稲田大学の昼休みの時間に活動が行われていた。この活動が行われている時に、活動をしていた人が突然7人か8人の文学部の教員に取り囲まれて、警備員の詰所に軟禁されてしまっていた。その時に森元孝による警察を呼ぶぞという号令から牛込警察署の署員が呼ばれてきて、建造物侵入で逮捕されてしまっていた。この時期の早稲田大学は政治活動の弾圧が行われており、教授が身分証・学生証の提示を求めて、応じない場合には学外に追い出されるようになっていた。
2006年1月25日に早稲田大学文学部は、法学部に在籍する学生が前年12月20日に逮捕の件に抗議をするビラを撒いていた行動を学則違反とみなして早稲田大学法学部に対してしかるべき処置を求める文書を提出していた。
2006年2月4日には、この早稲田大学での事件に抗議をする抗議集会とデモが実施される。抗議集会は早稲田奉仕園で実施されて、パネルディスカッションも行われて、数多くの著名人が意見を述べた。
2006年4月には明石書店よりこの事件を取り上げた書籍『ネオリベ化する公共圏―壊滅する大学・市民社会からの自律』が出版される。この書籍は2005年12月20日の事件に対する抗議活動の中から編集されることになった。編集をした人物のうちの1人は、2001年7月に学生会館撤去反対の活動を行い、この活動で早稲田大学から構内立ち入り禁止処分を受けていた人物であった。もう1人の編集を行った人物は、早稲田大学への抗議活動を支援する人物のうちの1人であった。執筆している人物も抗議活動に直接関わった人物で構成されている。この書籍にはマイケル・ハートによる『市民社会の衰退』という論文が収録されており、アントニオ・ネグリとマイケル・ハートとの共著『帝国』の前提をなすきわめて重要な論文であり、この論文で論じられている問題は、早稲田大学のこの事件と密接に関係している。この書籍によると、この早稲田大学の事件は日本国内だけでなく海外からも抗議の声が上がっている。このことからこの書籍の執筆者には酒井直樹とマイケル・ハートも名を連ねている。